# 니시미카와촌
니시미카와촌(西三川村)은 니가타현 사도군에 있던 촌이다. 현재의 사도시에 해당한다.

## 역사
- 1901년 11월 1일 - 사도군 오후세촌, 가메노세촌이 합병해 니시미카와촌이 성립하였다.
- 1955년 3월 31일 - 촌을 2개로 나누어 오아자 오쿠라다니, 다키리스, 니시미카와, 쓰바키오는 사도군 마도정과 합병해 새로운 마도정이 신설되었고, 오아자 무라야마, 고다마리, 가메와키는 하모치촌과 합병해 새로운 하모치촌이 신설되어 소멸하였다.

## 참고문헌
- 『市町村名変遷辞典』東京堂出版、1990年。